# Nervo terminale
Il nervo terminale, o nervo cranico 0, è una terminazione nervosa ed è chiamato così perché correlato embriologicamente alla lamina terminale. È impropriamente chiamato anche XIII nervo cranico o nervo cranico N.

## Storia
Fu scoperto per la prima volta da uno scienziato tedesco, Gustav Fritsch nel 1878 nel cervello degli squali e soltanto nel 1913 fu descritto per la prima volta nell'uomo.

## Rapporti anatomici
Afferisce al nucleo olfattorio ma salta il bulbo olfattivo.

## Significato clinico e funzioni

### Nei mammiferi
In alcune specie di mammiferi (ma non nell'uomo) tale struttura è importante per la ricezione dei feromoni, la quale può garantire la sopravvivenza dell'animale. L'organo recettore è l'organo vomeronasale, situato nella parte inferoanteriore del setto nasale cartilagineo.

### Negli esseri umani
Nell'uomo è stata dimostrata la sua esistenza durante la vita prenatale e i primi mesi di vita extrauterina, seguita poi dalla scomparsa quasi completa dopo l'adolescenza. Tuttavia, alcuni autori sostengono che la sua funzione persista nella vita adulta, rendendo possibile la percezione a livello inconscio di feromoni anche nell'essere umano.